# Anita de Montemar
Anita de Montemar é uma telenovela mexicana, produzida pela Televisa e exibida em 1967 pelo Telesistema Mexicano.

## Elenco
- Amparo Rivelles - Anita de Montemar
- Raúl Ramírez - Ingeniero Carlos Miranda
- Irma Lozano - Alicia Miranda de Montemar
- Magda Guzmán - Carlota
- Sara García
- Carlos Navarro
- María Eugenia Ríos - Ofelia
- Jorge Lavat - Héctor
- Jorge Mateos
- Fernando Mendoza
- Tara Parra - Catalina Rivas
- Carlos Bracho - Dr. Mendoza
- Mercedes Pascual - Conchita
- Josefina Escobedo - Constanza
- Miguel Suárez - Sr. Mercado